# Saint-Apollinaire (Côte-d’Or)
Saint-Apollinaire [sɛ̃t‿apɔlinɛʁ] ist eine französische Stadt mit 7517 Einwohnern (Stand 1. Januar 2022) im Département Côte-d’Or in der Region Bourgogne-Franche-Comté. Sie gehört zum Gemeindeverband Dijon Métropole und liegt nur 3,3 Kilometer nordöstlich von Dijon.

## Geschichte
Saint-Apollinaire wurde in gallo-römischer Zeit als Aqualiacus gegründet. Aqualiacus ist vom lateinischen Ausdruck aqua locus abgeleitet und bedeutet „Ort des Wassers“. Der Name deutet darauf hin, dass es viele Quellen vor Ort gab.
Clotilde (465–545) ließ in Saint-Apollinaire um 500 eine kleine Kirche errichten. Die Kirche war dem heiligen Apollinaris von Ravenna geweiht. Die Stadt selbst hieß damals jedoch noch nicht Saint-Apollinaire. Es scheint, als sei die Kirche anstelle eines heidnischen Tempels erbaut worden, denn die Quellen galten schon in heidnischer Zeit als wundertätig. Die heidnischen Riten wurden von den Mönchen der Abtei von Saint-Bénigne christianisiert, indem Apollinaris von Ravenna angerufen wurde, während die Kranken rituelle Bäder unternahmen. Die Mönche schrieben zwischen 1000 und 1028 das „Buch der Wunder des Heiligen Apollinaris“ (livre des Miracles de Saint-Apollinaire), um den christlichen Anspruch auf die Quellen zu untermauern.
Im 14. Jahrhundert wurde der Ort Saint Apoloner oder Saint Espoloney genannt. Im 19. Jahrhundert hieß es im örtlichen Dialekt Saint Epleuney und die Bewohner hießen Epleumiens.  Während der Französischen Revolution wurde der Ort in Fontaine Soyer umbenannt, weil Heilige in Ortsnamen nicht erwünscht waren.

## Bevölkerungsentwicklung
| Jahr                       | 1962 | 1968 | 1975 | 1982 | 1990 | 1999 | 2009 | 2016 | 2019 |
| -------------------------- | ---- | ---- | ---- | ---- | ---- | ---- | ---- | ---- | ---- |
| Einwohner                  | 1152 | 2403 | 3795 | 4611 | 5577 | 5025 | 6239 | 7340 | 7546 |
| Quellen: Cassini und INSEE |      |      |      |      |      |      |      |      |      |

## Gemeindepartnerschaften
Seit dem 28. September 1978 besteht eine Partnerschaft mit der deutschen Gemeinde Herxheim bei Landau/Pfalz.